# آرانکون
آرانکون (به اسپانیایی: Arancón) یکی از شهرهای استان سریا در شرق اسپانیا است. این شهر در دامنهٔ رشته‌کوه‌های ال‌آلموئرزو و کنکجو قرار گرفته و مساحت آن ۷۷٫۶۱ کیلومتر مربع است.
از محله‌های مهم آرانکون می‌توان به نیوا، کالادروئلا، اومناکا، توزالمورو، آرانکون د کالدروئلا و کورتوس اشاره کرد.